# ろーかる直送便
『ろーかる直送便』（ろーかるちょくそうびん）は、2010年4月9日から2016年4月1日までNHK総合テレビジョンで放送されていたテレビ番組。全国のNHKの地方放送局が制作したテレビ番組を放送していた。字幕放送実施。

## 番組概要
2010年度に新設された番組で、当初の放送は金曜日の15時台のみであったが、2011年度は新たに月曜日から木曜日の同一時間帯にも放送されるようになった。2011年度・第1回目の放送（2011年4月4日）以降は数回に渡り、各地域拠点局で制作した東日本大震災の関連番組が放送された（2011年4月1日の20:00 - 20:43に放送されたもの）。
また、20時台の地域情報番組では関東・甲信越ブロック放送を除いて字幕放送を実施していないものが多いが、この番組で放送される全ての番組で字幕を付加して放送している。なお、2010年度は原則としてNHK首都圏放送センターが制作する番組（『キッチンが走る!』など）は放送しなかったが、2011年度では首都圏放送センターが制作する番組も放送対象に加えた。
2016年4月1日に放送された金とく「心ときめく“和紙”の旅～美濃・越前 奥深き世界～」（中部地方で2015年4月10日放送分）で最終回となった。
2016年度は4月4日開始の『スタジオパークからこんにちは・第2部』（14:05 - 14:55）において、本番組の内容が引き継がれ、タイトルも『NHK54局からこんにちは』（エヌエイチケイごじゅうよんきんょくからこんにちは）になった。2017年度は土曜日の15:05 - 15:55に『ぐるっと にっぽん』として放送された。

## 放送時間
放送時間は日本標準時（JST）。なお、祝日・年末年始該当日、大相撲中継・国会中継・高校野球中継放送時は後述にある別番組差し替えの地域を含めて休止となる（その他の休止事例では2012年8月30日 - 9月10日のロンドンパラリンピックが該当する）。
2010年度
- 金曜日 15:15 - 15:59

2011年度 - 2015年度
- 月曜日 - 金曜日 15:15 - 15:59
  - NHK仙台放送局をはじめとする東北地方の各放送局では、2011年4月4日 - 6月10日に東日本大震災関連のニュースで放送されなかったが、同年6月13日からは東北地方でも放送を行っている。
  - NHKワールド・プレミアムでも不定期放送されることがある（主に総合テレビで国会中継が組まれる関係で編成変更があった場合。ここでは首都圏以外の地域番組を放送）。

2014年度まではNHKオンデマンドで配信されていたが、2015年度から廃止された。

## 放送番組

### 番組終了時
月曜日（東北地方を除く）
- 金曜の19時台の地域情報番組
- さわやか自然百景（15:40 - 15:56）
- NHKプレマップ（15:56 - 16:00）

火曜日
- キッチンが走る!
- 妄想ニホン料理（2015年度、原則として月1回）

水曜日 - 金曜日（金曜日は近畿地方を除く）
- 各地で放送される金曜の19時台あるいは20時台などの地域情報番組。なお、『さわやか自然百景』あるいは『NHKプレマップ』を組み合わせて放送される場合がある。

### 過去
- 特報首都圏（15:15 - 15:40、2011・2012年度）
  - 放送がない場合は最近放送された中から再放送されていない回または同時間に放送された他地域の番組を放送。東北地方では2012年10月以降未放送の対象となった。なお、近畿地方では2011年度は未放送であったが、2012年度に放送した。
- ドキュメント20min.（月曜日 15:40 - 16:00、2011年度） - 近畿地方を除く
- 首都圏スペシャル（火曜日、2011年度）
- ドキュメント72時間（月曜日 15:15 - 15:40、2013年度）
  - 東海・北陸地方は本放送扱いとなる。ただし、放送がない場合は再放送の時間である金曜の11:05 - 11:30が本放送となり、その時間帯も放送できない場合は別時間に振り替えされる。

## 地域差し替え

### 番組終了時
東北地方（月曜日のみ、2012年10月 - ）
- きらり!えん旅（15:15 - 15:45）
- さわやか自然百景（15:45 - 16:00）

近畿地方（金曜日のみ）
- 上方落語の会（15:15 - 16:00）

※上記以外の地域でも不定期で地域番組放送の関係で放送できなかった通常番組を本番組枠から差し替えて放送する場合がある。

### 過去
東海・北陸地方（金曜日のみ）
- ミュージック・ポートレイト（15:15 - 15:45、2012年4月 - 9月）
- のんびりゆったり 路線バスの旅（15:15 - 15:45、2012年10月 - 2013年3月）
- さわやか自然百景セレクション（15:45 - 16:00、2012年度）
  - 『のんびりゆったり 路線バスの旅』は、2012年4月から9月までは月曜日以外で集中的に放送する場合があった。

三重県（月曜日のみ）
- ビジネス新伝説 ルソンの壺（15:15 - 15:40、2011年4月 - 2013年2月）

近畿地方
- かんさい想い出シアターセレクション（月曜日 15:15 - 15:50、2011年度）
- 西日本の旅（月曜日 15:50 - 16:00、2011年度）